# Malus sieversii
Espèce
Statut de conservation UICN

 VU A2cde : Vulnérable
Malus sieversii est une espèce de plantes à fleurs de la famille des Rosaceae. C'est un pommier sauvage originaire des montagnes d'Asie centrale (Kazakhstan, Kirghizistan, Tadjikistan, et Xinjiang en Chine) où il pousse en populations groupées qui forment des forêts de pommiers. Les barrières naturelles de ces régions montagneuses ont isolé l'espèce, favorisant ainsi une évolution intraspécifique. Malus sieversii est l'unique ancêtre de la plupart des cultivars de  pommier domestique (Malus pumila) sauf pour certains cultivars peu nombreux issus d'hybridations principalement avec M. sylvestris ou Malus floribunda. L'espèce est aujourd'hui considérée comme vulnérable par l'Union internationale pour la conservation de la nature. Ce pommier devant son existence et sa pérennité aux caractéristiques géographiques, pédoclimatiques du Tian Shan ainsi qu'à l'absence totale de présence humaine propre aux forêts primaires, sa protection pose donc un défi unique : celui de conserver ces conditions exceptionnelles in situ.

## Découverte
Il a initialement été décrit par le naturaliste allemand Johann August Carl Sievers, qui l'avait repéré dans les montagnes de l'Altaï en 1793. Il fut nommé Pyrus sieversii en 1833 par Karl Friedrich von Ledebour, qui reprit les travaux de Sievers.

## Distribution

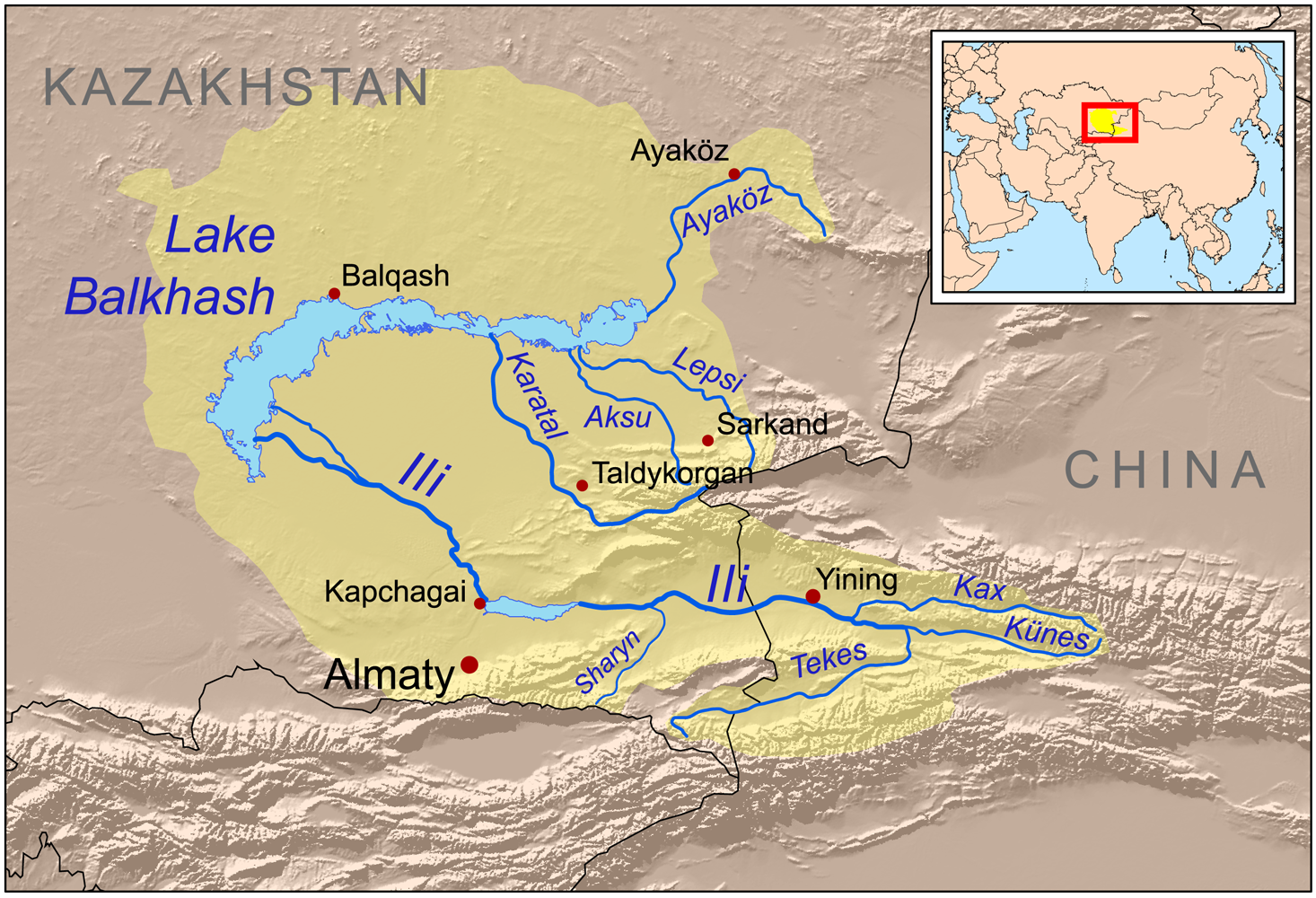
On trouve des peuplements de Malus sieversii le long de la vallée de la rivière Ili.

Malus sieversii est endémique du nord du massif du Tian Shan. On le trouve entre 1 100 et 1 600 m d'altitude sur toute la zone frontalière entre le sud du Kazakhstan d'une part et le nord de l'Ouzbékistan et du Kirghizistan ainsi que l'ouest de la Chine (province du Xinjiang) d'autre part. Il est présent en peuplements clairsemés le long de la vallée de la rivière Ili (dans la réserve naturelle Aksou-Jabagly et les contreforts du Trans-Ili Alataou (région d'Almaty) ainsi que dans la zone frontalière chinoise (région du lac Balkhach et massifs du Jungar Alatau et Tarbagataï) où il forme des forêts fruitières avec d'autres espèces de pommiers sauvages mais aussi en peuplement mixte avec de nombreuses autres Rosacées telles qu'abricotiers sauvages, pruniers et aubépines.
Sa répartition est la suivante[source insuffisante] :
- Jungar Alatau : 48,8 %
- Zailiyskiy Tau : 25,4 %
- Karataou : 12,1 %
- Talas Alatau : 11,7 %
- Tarbagataï : 2 %

## Description

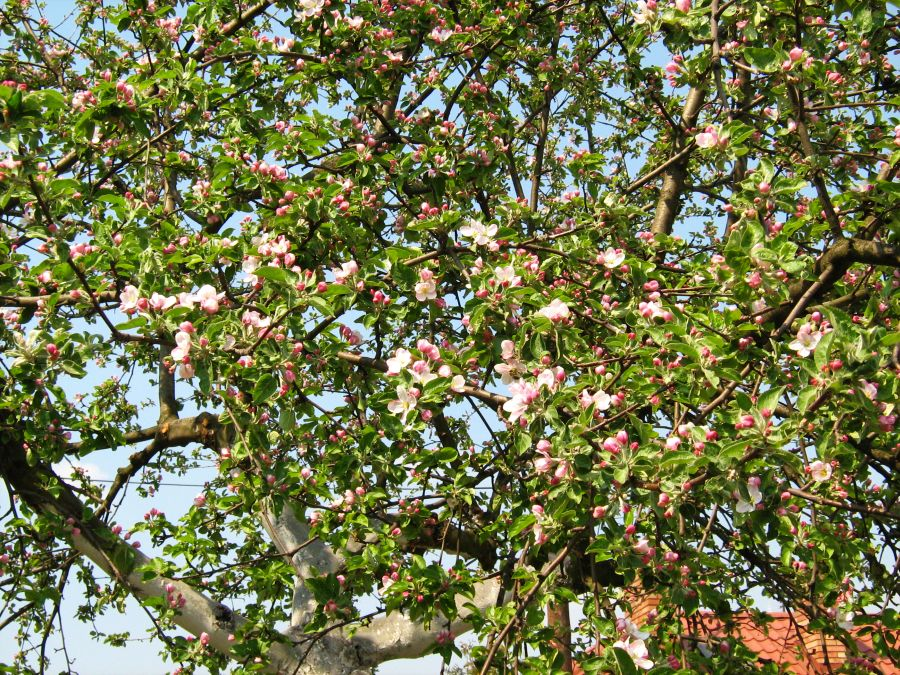
Malus sierversii en fleurs.

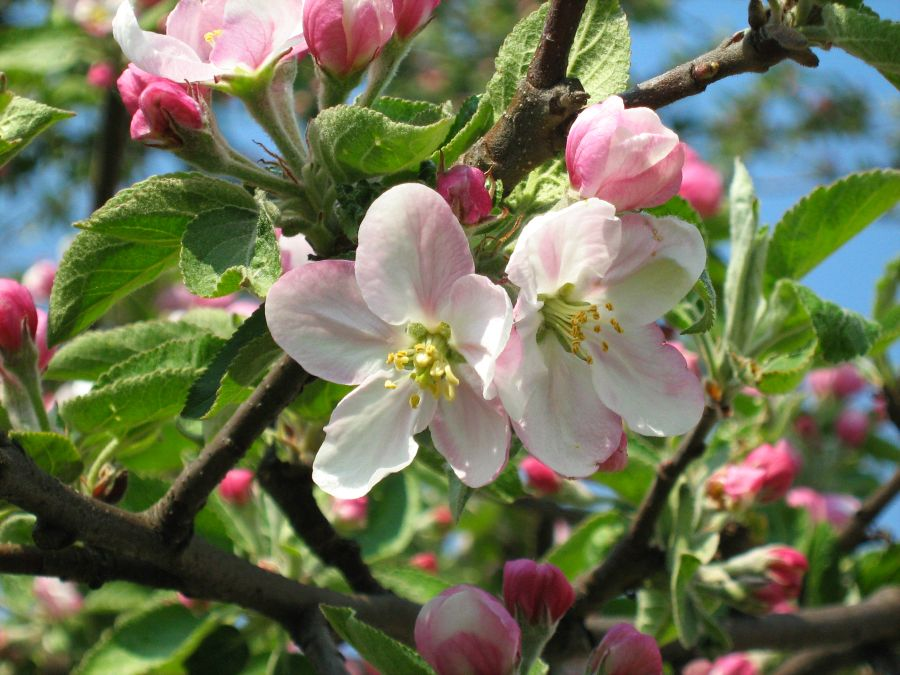
Fleurs de Malus sieversii.

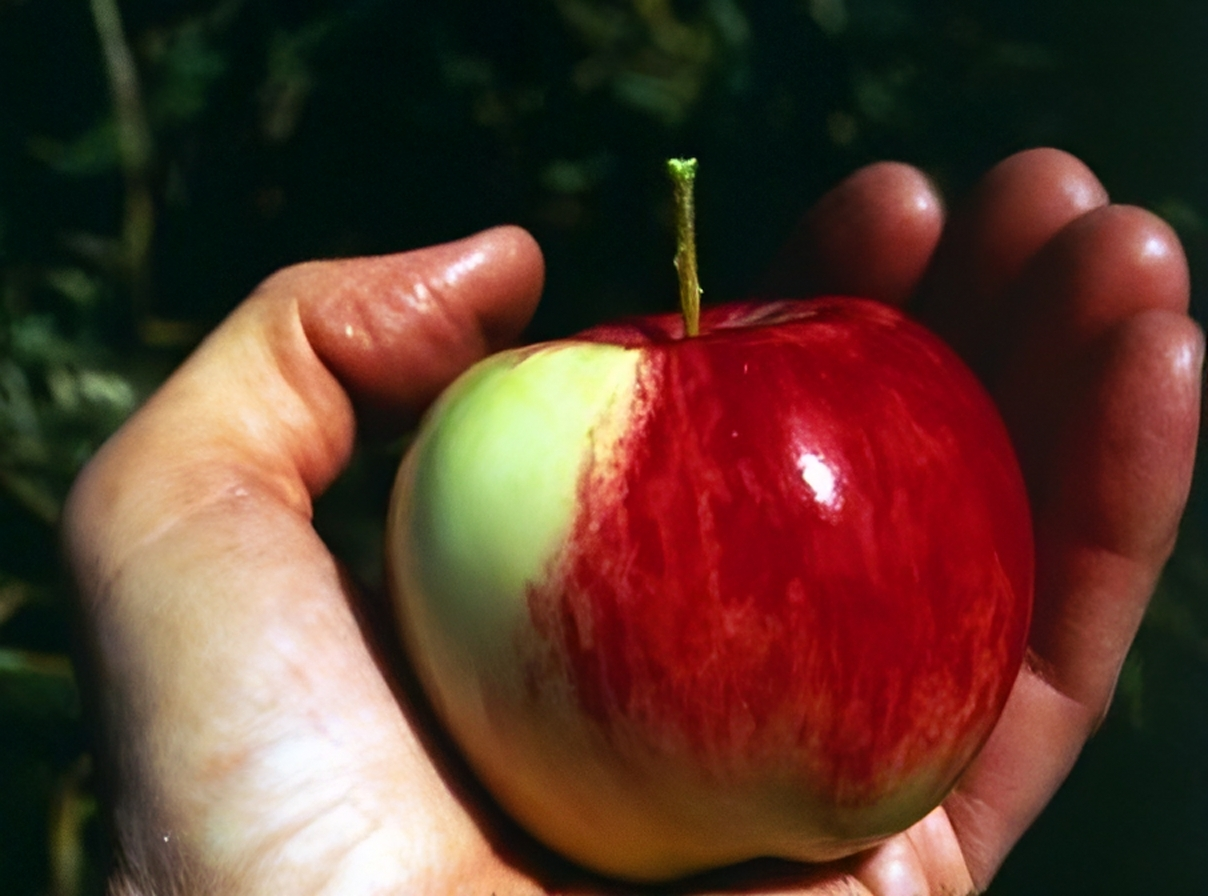
Fruit des Monts Tarbagatai (Kazakhstan).

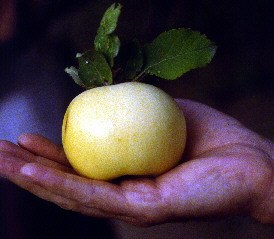
Fruit des Monts Karatau (Kazakhstan).

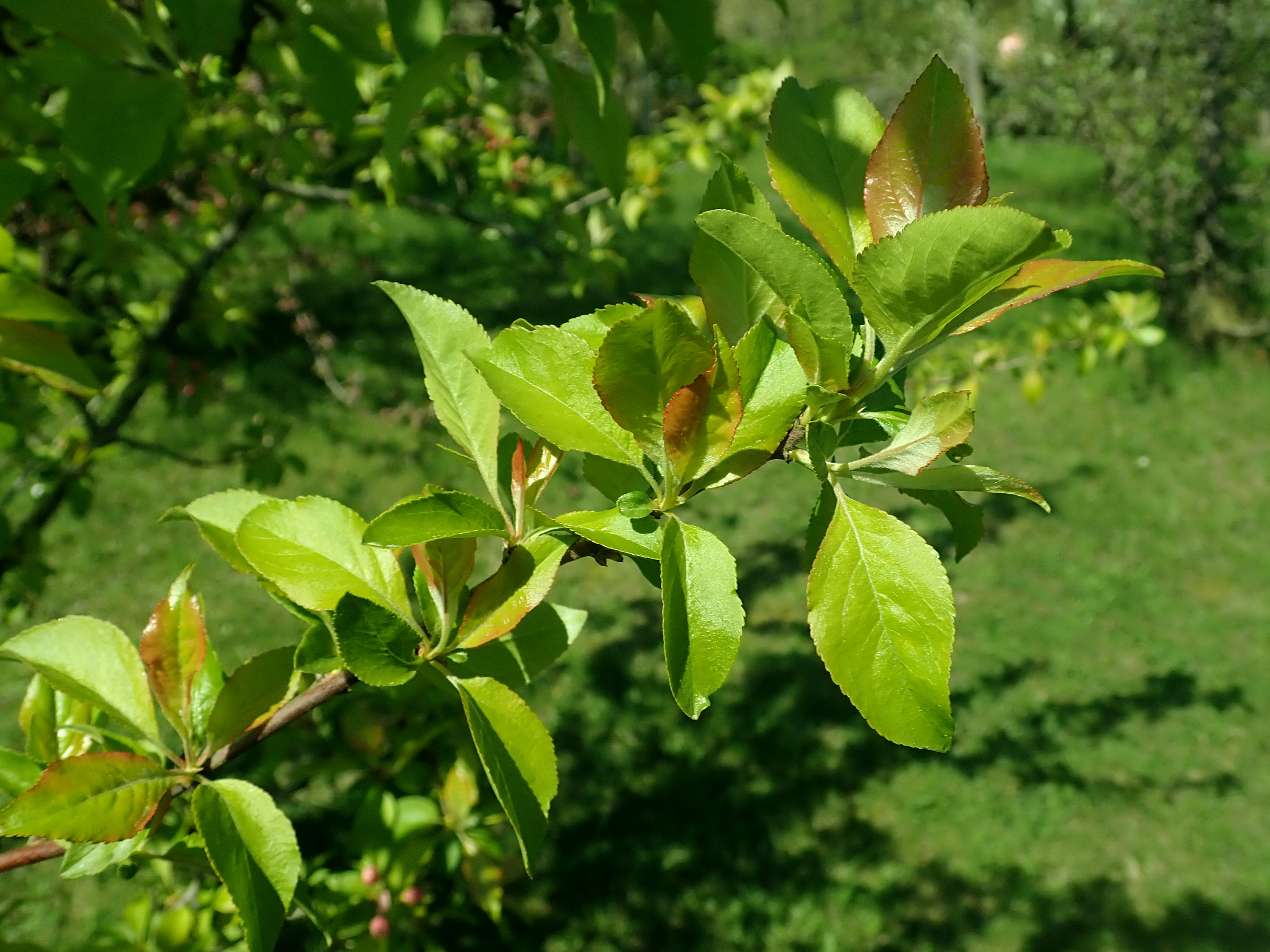
Feuillage de Malus sieversii.

Malus sieversii est un arbre à feuillage caduc mesurant de 5 à 14 mètres de haut et jusqu'à 80 cm de diamètre, très ressemblant au pommier domestique.
Les fruits de certains individus sont les plus gros de toutes les espèces de pommiers sauvages, ces pommes mesurant en effet jusqu'à 7 cm de diamètre et rivalisant en taille avec de nombreux cultivars modernes.

## Génétique

### Malus sieversii, ancêtre de la pomme domestique
Pendant de nombreuses années, il y eut un débat sur les origines des cultivars du pommier domestique : étaient-ils issus d'hybrides de différentes espèces sauvages, ou d'autres espèces?
En 1929, le botaniste Nikolaï Vavilov, adepte précurseur de la notion de biodiversité, découvre les forêts de pommiers sauvages de la province d’Almaty, dans le massif du Tian Shan (partagé entre le nord du Kirghizistan et l'oblys d'Almaty, au sud du Kazakhstan). Il émet alors déjà l’idée que ces forêts de pommiers du Tian Shan pourraient être ce qu'il appelle le « centre de diversité » pour la pomme, une notion indiquant également la région concernée comme étant le lieu d’origine de ce fruit. L’agronome kazakh Aymak Djangaliev poursuit ses travaux après 1945. Les scientifiques occidentaux n’ont accès aux premières analyses moléculaires de cette richesse génétique qu’après la chute du mur de Berlin. Quatre explorations botaniques ont ainsi été financées par les services de recherches génétiques de l'USDA dans douze régions du Kazakhstan, du Tadjikistan et d'Ouzbékistan entre 1989 et 1996. 949 spécimens de Malus sieversii ont été collectés lors de ces explorations. Les analyses génétiques de ces spécimens ont montré que M. sieversii n'est pas une espèce panmictique puisqu'on a pu regrouper ces spécimens en quatre sous-groupes (deux présents partout et deux uniquement dans le sud-ouest du Kazakhstan). La zone la plus riche en biodiversité pour l'espèce étant la région de Karataou et plus généralement toute la région longeant la rivière Ili du Kirghizistan à la Chine (région de Gongliu).
En 2002, les travaux génétiques de Barrie E. Juniper, membre émérite du département de botanique de l'université d'Oxford, prouvent erronée la théorie soutenant que les pommiers domestiques seraient seulement issus d'hybrides de différentes espèces. Ses analyses incitent à pencher vers l'hypothèse que M. sieversii, toujours florissant au sud-est du Kazakhstan, soit l'origine principale voire unique pour la plupart des variétés de pommes que nous consommons aujourd'hui. L'analyse génétique de feuilles de pommiers de cette région a montré de nombreuses séquences d'ADN communes entre M. sieversii et M. pumila . Barrie Juniper considère même que M. pumila et M. sieversii ne sont qu'une seule et même espèce, M. pumila n'étant qu'une version génétiquement appauvrie de M. sieversii du fait d'une sorte de "consanguinité" liée à l'utilisation d'un petit nombre d'individus pour créer depuis 2 000 ans l'ensemble des variétés cultivées actuelles. En effet, 64 %, des 439 variétés commerciales étudiées par Noiton et Alspach en 1996 utilisent depuis plus d'un siècle seulement cinq géniteurs (Mc Intosh (101 cultivars), Golden Delicious (87 cultivars), Jonathan (74 cultivars), Red Delicious (56 cultivars) ou Cox's Orange Pippin (59 cultivars), respectivement quatre américaines et une anglaise) ou leur descendance.
En 2010, la description complète du génome de la pomme et la comparaison des gènes de toutes les espèces entre elles établit définitivement que les pommiers domestiques sont apparentés aux  pommiers sauvages kazakhs, et effectivement distincts des espèces sauvages européennes et des autres espèces.
En langue kazakhe, on nomme la pomme alma, terme que l'on retrouve dans le nom de l'ancienne capitale et principale ville du Kazakhstan : Almaty, qui signifie « riche en pommes » fut appelée, de 1921 à 1993, Alma-Ata, soit « grand-père des pommes ».

### Richesse génétique et résistance aux maladies
Ces arbres sont depuis le début des années 1990 étudiés par l'United States Agricultural Research Service, dans l'espoir de trouver des informations génétiques permettant de développer de nouveaux cultivars de pommes répondant mieux aux maladies. Les espèces sauvages cohabitant au Kazakhstan montrent en effet une résistance inhabituelle aux infections, notamment le feu bactérien et la tavelure. Cette réponse face aux maladies est en elle-même une indication sûre que leur génome est bien plus riche que celui de leurs descendants domestiques,.

## Vulnérabilité, conservation

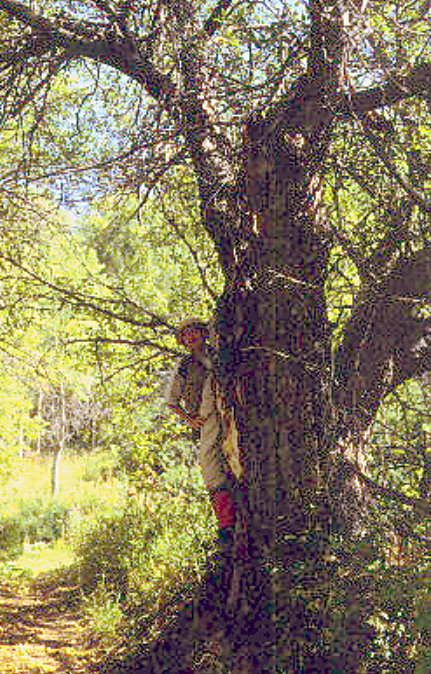
Un Malus sierversii de 300 ans (Kazakhstan).

Depuis 1935 les forêts du Kazakhstan abritant le Malus sieversii sont estimées avoir diminué de 70%,. En 1992, la superficie des forêts de pommiers était d'environ 11 000 hectares, elle a depuis encore diminué. Déjà rendues vulnérables par l'agriculture soviétique et l'excès de pâture qui amènerent la dégradation des sols et de son habitat, elles sont toujours menacées par l'urbanisation tout azimuts (notamment autour d'Almaty), l'agriculture industrielle. Egalement, la pollinisation croisée entre l'espèce sauvage au sein des forêts avec des variétés cultivées entraîne des hybridations induisant une fragilisation et une dégénérescence de l'espèce sauvage. Par ailleurs, le phénomène attirant la curiosité, et notamment celles de touristes ou de professionnels étrangers occidentaux oblige les responsables locaux à refuser des projets d'écotourisme dans ces zones. Les forêts étant primaires, leur équilibre écosystémique repose sur la non-intrusion humaine. L'installation de filières touristiques menacerait inéluctablement la faune et flore d'impact anthropique auquel elles ne peuvent pas s'adapter.
Le Malus sieversii est listé comme vulnérable depuis 1998 par l'Union internationale pour la conservation de la nature.
La partie ouest du massif du Tian Shan a été proposée candidate au patrimoine mondial de l'UNESCO en 2010.

### Nécessité d'une protection in situ: le pommier face aux impacts anthropiques
L'exceptionnalité de l'espèce motive amateurs comme professionnels à chercher à se procurer des graines pour en faire des plantations en dehors du Kazakhstan, ou à se rendre sur place. Il convient de préciser que la diversité et le dynamisme fragile qui caractérisent cette espèce ne peuvent exister ailleurs que dans la chaîne du Tian Shan. Malus sieversii dépend en effet biologiquement de multiples conditions géographiques et pédoclimatiques strictement endémiques. Malus sieversii ne peut donc exister que dans ces conditions spécifiques, que toute forme de présence humaine, même minime peut durablement dérégler.
Quoi qu'il en soit, le Kazakhstan est  souverain de ses ressources génétiques, sa législation interdit toute exportation de matériel (plants, semences, scions...). Enfreindre les accords en vigueur peut être considéré comme de la biopiraterie et est passible de peines judiciaires. Préserver l'espèce Malus sieversii en revient à travailler à sa protection in situ en forêt, excluant toute possibilité de développement de filières touristiques, même écologiques et éthiques.
Au Kazakhstan et en France la Fondation Internationale de Protection Malus sieversii (The International Fund for Preservation the Malus sieversii) et l'association Alma, les amis d'Aymak Djangaliev travaillent depuis plusieurs années sur ces aspects. La documentariste et scientifique Catherine Peix a réalisé le documentaire Les Origines de la Pomme, retraçant les divers combats menés pour la sauvegarde de ces forêts.